# Abadia de Goiás
Abadia de Goiás là một đô thị ở bang Goiás. Dân số đô thị này năm 2004 ước khoảng 6.054 người.